# Lamborghini Sián
Lamborghini Sián je supersportovní automobil vyráběný italskou společností Lamborghini. Představen byl v roce 2019 na IAA ve Frankfurtu nad Mohanem. Jde o první hybridní automobil společnosti. V roce 2019 šlo také o nejvýkonnější automobil společnosti Lamborghini. Jeho výkon je 819 koňských sil. Automobil je poháněn vidlicovým dvanáctiválcem o objemu 6498 ccm. Maximální rychlost vozu je vyšší než 350 km/h, ale omezovač je nastaven na 250 km/h. Cena vozu je přibližně 80 milionů korun (3 600 000 dolarů). Vozidlo je vyráběno i v provedení bez střechy, které je nazýváno roadster. Tento vůz však byl představen později než Sian FKP 37. Celkem bylo vyroben 63 kusů FKP 37 a 19 kusů Roadsteru.
Podle Lamborghini Sian vyrobila společnost také jachtu.

## Design
Vnější design zahrnuje klínový tvar, obchodní značku známého automobilového designéra Marcella Gandiniho, a mísí jej s designem konceptu Terzo Millennio představeného před dvěma lety. Světlomety pro denní svícení ve tvaru Y jsou inspirovány vozem Terzo Millennio, zatímco vzadu vytváří přítlak aktivní pevné zadní křídlo s vyraženým číslem „63“ na křidélkách na počest roku založení společnosti. Přítlak je maximalizován výrazným bočním přívodem vzduchu a velkým předním spojlerem z uhlíkových vláken. Průhledný skleněný panel „Peroscopio“ vybíhá ze středu střechy a navíjí se zpět do lamelového krytu motoru a dodává cestujícím světlo a viditelnost a šest šestiúhelníkových zadních světel je inspirací z Lamborghini Countach.
Spolu s křídlem jsou použity aktivní chladicí lopatky na zádi, které jsou aktivovány chytrým materiálem reagujícím na teplo. Když je dosaženo určité teploty, lopatky se otáčejí pro extra proudění vzduchu.
Interiér je do značné míry založen na interiéru Aventadoru, ale středová konzola byla zjednodušena a jedním z klíčových rozdílů je portrétní dotykový displej poprvé viděný v Huracánu Evo. Kožené čalounění provedla Poltrona Frau, italská nábytkářská společnost a poprvé jsou v interiéru použity 3D tištěné díly.

## Technické specifikace
Automobil je určen pro dvě osoby. Dveře se otevírají křídlovitě nahoru. Úložný prostor se nachází vpředu pod kapotou.

### Motor
Motor je uložený uprostřed. Jde o vidlicový dvanáctiválec o objemu 6498 ccm, který je podporován elektromotory, které čerpají elektřinu z takzvaných superkapacitorů. Tuto technologii si nechala společnost Lamborghini patentovat a používá ji jako jediná na světě. 

### Zrychlení
Automobil, zrychlí z 0-100 km/h za 2,8 sekundy, což je více než u Aventador SVJ, ovšem ve zrychlení ze 70 km/h na 120 km/h je Sian rychlejší. Maximální rychlost vozu je 350 km/h.

### Převodovka
Automobil disponuje sedmistupňovou robotizovanou sekvenční převodovkou. Řazení probíhá pomocí pádel pod volantem. 

## Název
Název Sian je odvozen od slova sián, které v boloňském dialektu znamená záblesk nebo blesk. Tento název tedy odkazuje na moderní elektrický pohon tohoto supersportovního vozu.

## Provedení ze stavebnice LEGO
V roce 2020 bylo představeno Lamborghini Sián ze stavebnice LEGO. Tento model má jasně zelenou barvu a skládá se z 3696 dílů. Je vyroben v měřítku 1:8 a je částečně funkční (převodovka, řazení apod.).